# A449公路 (英國)
A449公路（A449 road），是英國的一條南北向主要平面道路，起點位於威爾斯南部大城紐波特附近的M4高速公路第24號出口，向北通往英格蘭斯塔福德郡的斯塔福德。